# Шахрак-э-Мохаммад-Ибн-э-Джафар
Шахра́к-э-Мохамма́д-Ибн-э-Джафа́р или Шахра́к-э-Дез (перс. شهرك محمدبن جعفر‎) — небольшой город на юго-западе Ирана, в провинции Хузестан. Входит в состав шахрестана Дизфуль.
На 2006 год население составляло 4 148 человек.

## География
Город находится в северной части Хузестана, в северо-восточной части Хузестанской равнины, на высоте 88 метров над уровнем моря.
Шахрак-э-Мохаммад-Ибн-э-Джафар расположен на расстоянии приблизительно 110 километров к северо-западу от Ахваза, административного центра провинции и на расстоянии 460 километров к юго-западу от Тегерана, столицы страны.